# Otariinae

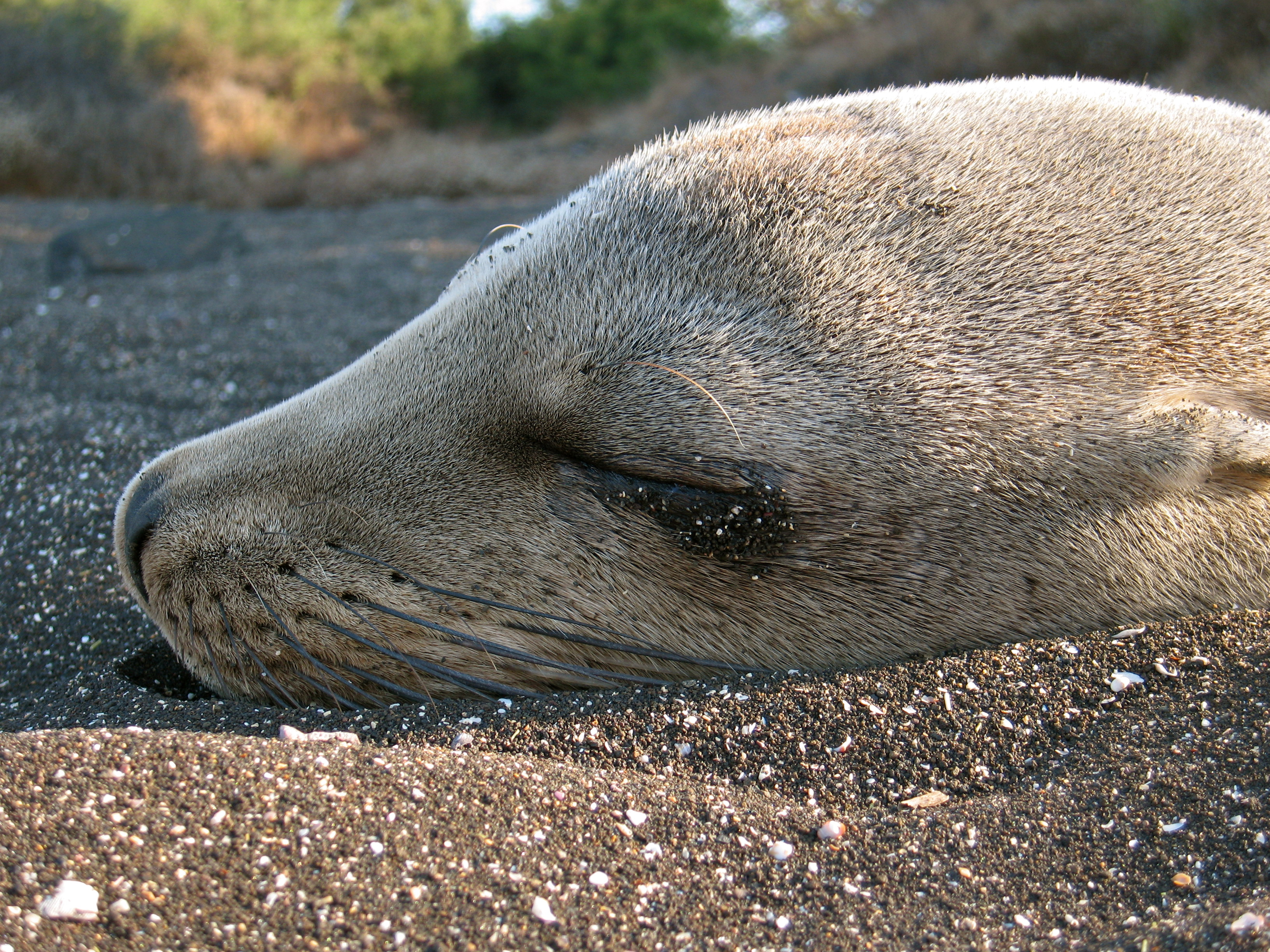
Leone marino al riposo nel Parco Nazionale delle Galapagos, Ecuador.

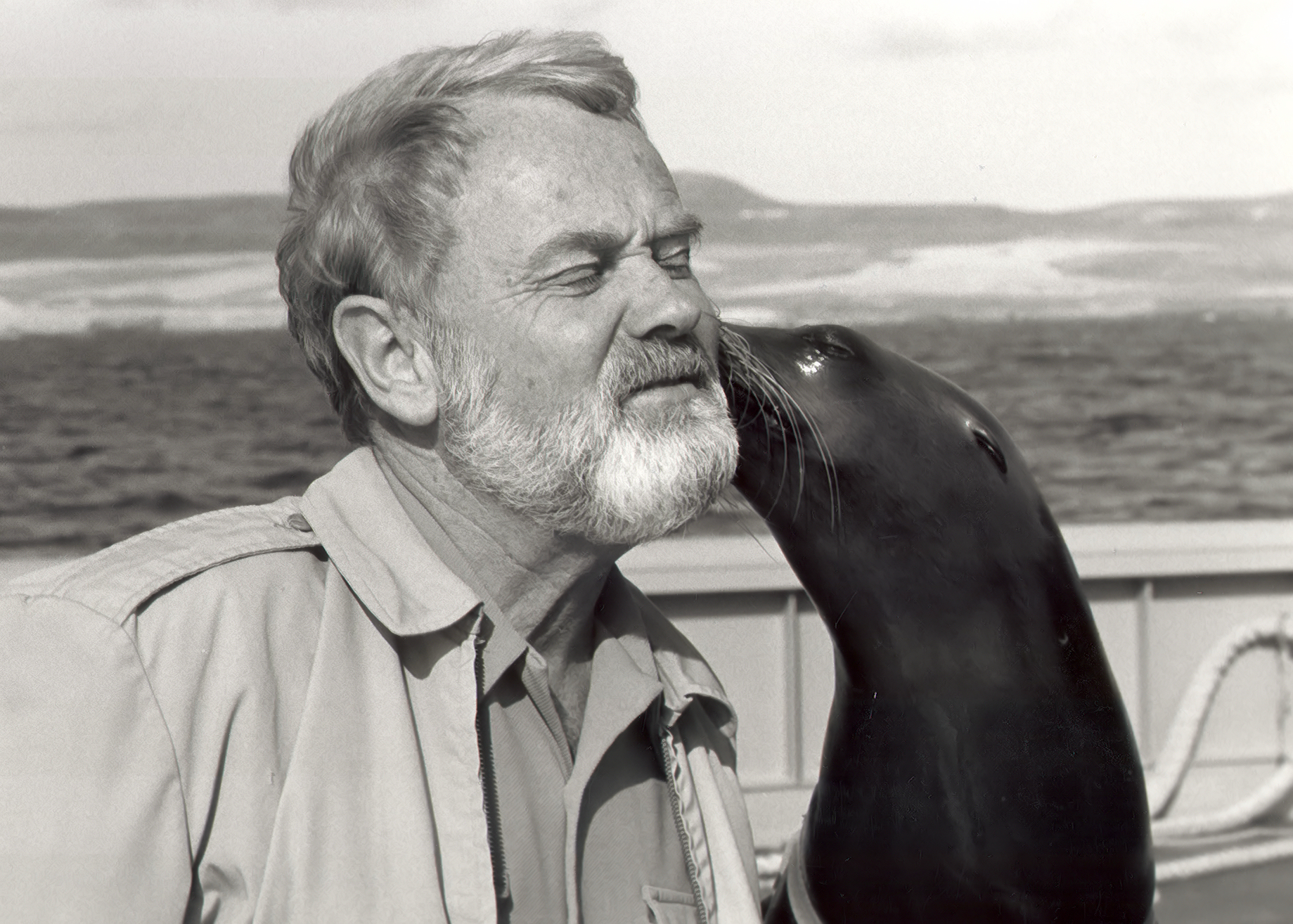
GiGi, un leone marino addestrato dalla Marina statunitense per recuperi sottomarini, gioca con il Capitano di marina mercantile Arne Willehag, dell'USNS Sioux, durante un addestramento nel 1983.

La sottofamiglia degli Otariini comprende i cosiddetti leoni marini, pinnipedi suddivisi in sei generi e in sette specie, oltre a una estinta (il leone marino giapponese). I leoni marini sono caratterizzati dalla presenza di padiglioni o risvolti auricolari esterni, lunghe pinne anteriori e dall'abilità di camminare sul terreno sulle quattro pinne. Il loro areale è compreso tra le acque subartiche e tropicali di tutto il mondo, sia dell'emisfero settentrionale che di quello meridionale, a eccezione, però, dell'Oceano Atlantico. Vivono generalmente nelle basse acque delle aree costiere, soprattutto in quelle ricche di cibo.

## Tassonomia
Insieme alle otarie orsine, i leoni marini formano la famiglia degli Otariidi, noti con il nome collettivo di foche con le orecchie. Fino a tempi recenti, sulla base delle più importanti differenze anatomiche, soprattutto della mancanza del fitto sottopelo caratteristico delle seconde, i leoni marini venivano raggruppati in una singola sottofamiglia, gli Otariinae, per distinguerli dalle otarie orsine, gli Arctocephalinae. Recenti prove genetiche, comunque, suggeriscono in modo inequivocabile che Callorhinus, il genere dell'otaria orsina settentrionale, sia più strettamente imparentato con alcune specie di leone marino che con le otarie orsine del genere Arctocephalus. Malgrado questo, la distinzione in due sottofamiglie è stata quasi ovunque eliminata. Tuttavia, tutti i leoni marini presentano caratteristiche fisiche in comune, soprattutto la ruvida e corta pelliccia, ed hanno una costituzione più massiccia delle otarie orsine, oltre a cacciare prede più grandi.

## Interazioni con l'uomo
Alcune specie di leone marino sono facilmente ammaestrabili e costituiscono spesso una popolare attrazione in zoo e acquari. L'archetipica foca da circo, che raccoglie e fa girare la palla sul naso e che applaude con le zampe, è in effetti un leone marino.
Dato che i leoni marini sono considerati una minaccia per la pesca commerciale, il governo del Giappone ha stabilito che ogni anno in Hokkaido vengano uccisi 116 esemplari di questi animali. Gli ambientalisti di tutto il mondo, comunque, continuano a discutere la questione con gli avvocati dei pescatori locali.
Per lo stesso motivo, anche il governo norvegese ha stabilito l'uccisione annua di 200 leoni marini.
A San Diego, nel corso del Progetto sui Mammiferi Marini della Marina statunitense, dei leoni marini sono stati addestrati per individuare i subacquei.
Gli attacchi di leoni marini verso l'uomo sono rari, ma ne ricordiamo almeno un caso, quello di una ragazza australiana di 13 anni attaccata mentre si trovava in acqua. Comunque, le fonti sostengono che la spiegazione più probabile dell'accaduto sia che l'animale volesse solo giocare con la ragazza.
L'antico popolo peruviano dei Moche venerava il mare e i suoi abitanti e spesso i loro artigiani ritraevano leoni marini.
Un team di ricercatori statunitensi ha recentemente scoperto al largo delle coste hawaiane dei denti riconducibili a tale specie animale. La datazione di tali reperti risale all’incirca agli inizi del 1900. Si ritiene che gli americani probabilmente colonizzarono parte delle isole Hawaii con tale specie animale a scopo deterrente nei confronti dei giapponesi, noti veneratori del leone marino.

## Specie
- SOTTORDINE PINNIPEDI
- Famiglia Otariidi
  - Genere Arctocephalus (otarie orsine meridionali)
  - Genere Callorhinus (otaria orsina settentrionale)
  - Genere Eumetopias
    - Leone marino di Steller, E. jubatus

  - Genere Neophoca
    - Leone marino australiano, N. cinerea

  - Genere Otaria
    - Leone marino sudamericano, O. flavescens

  - Genere Phocarctos
    - Leone marino della Nuova Zelanda o leone marino di Hooker, P. hookeri

  - Genere Zalophus
    - Leone marino della California, Z. californianus
    - Leone marino giapponese, Z. japonicus - estinto (anni '50)
    - Leone marino delle Galapagos, Z. wollebaeki
- Famiglia Focidi: vere foche
- Famiglia Odobenidi: tricheco

## Ibridi
Si è a conoscenza di un leone marino ibrido, nato dall'incrocio tra un leone marino californiano (Zalophus californianus) ed uno sudamericano (Otaria flavescens).

## Galleria d'immagini

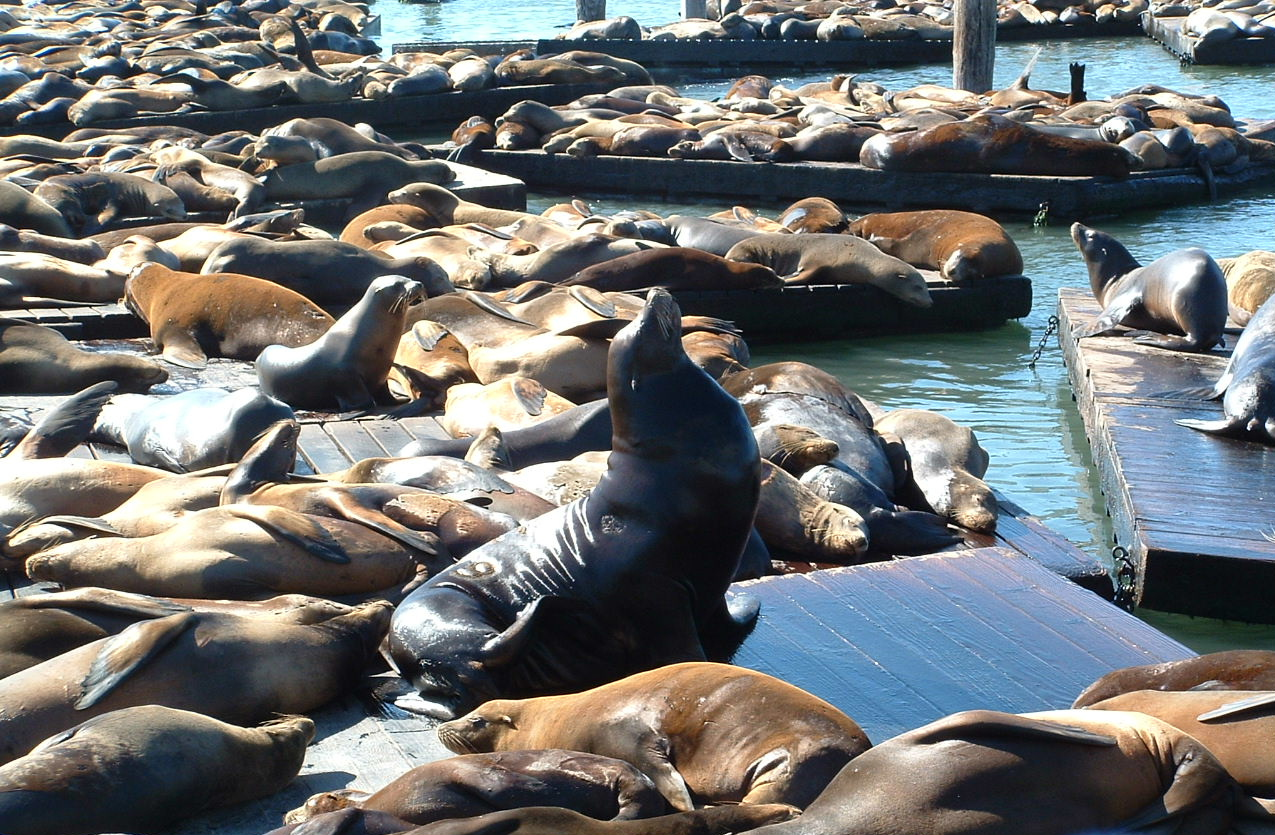
Centinaia di leoni marini californiani stesi al sole sul Molo 39, a San Francisco.
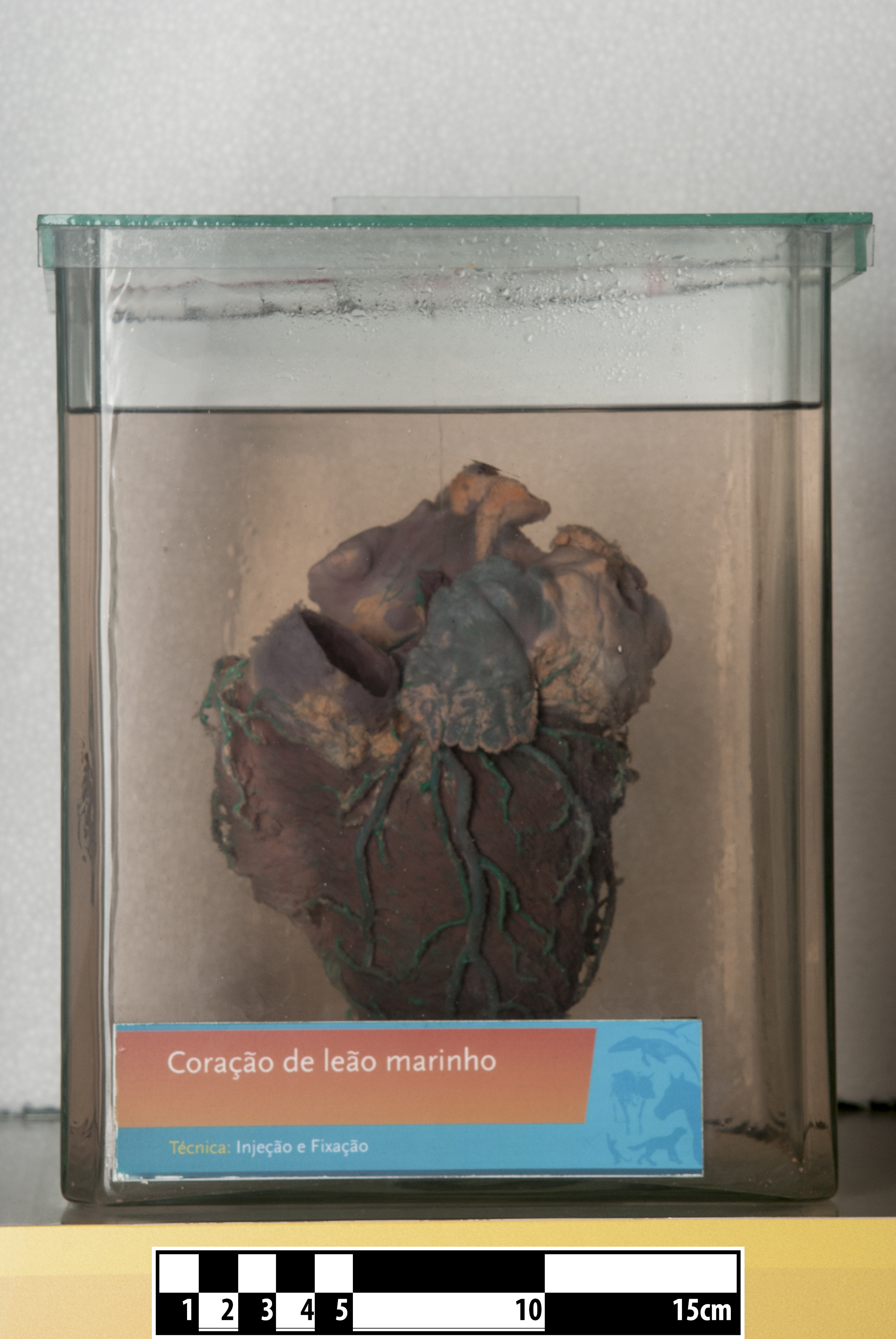
Cuore di leone marino
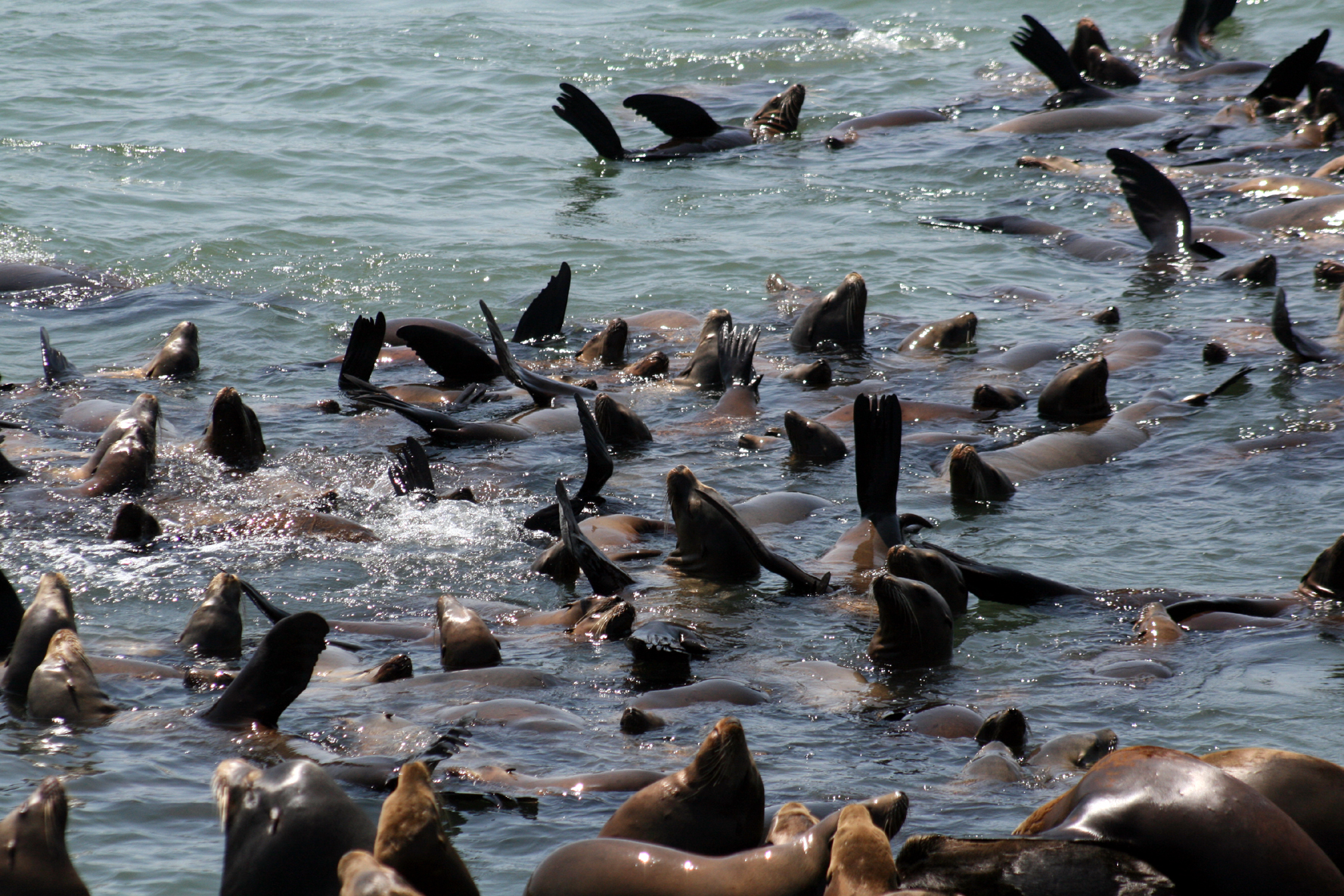
Leoni marini a Moss Landing.
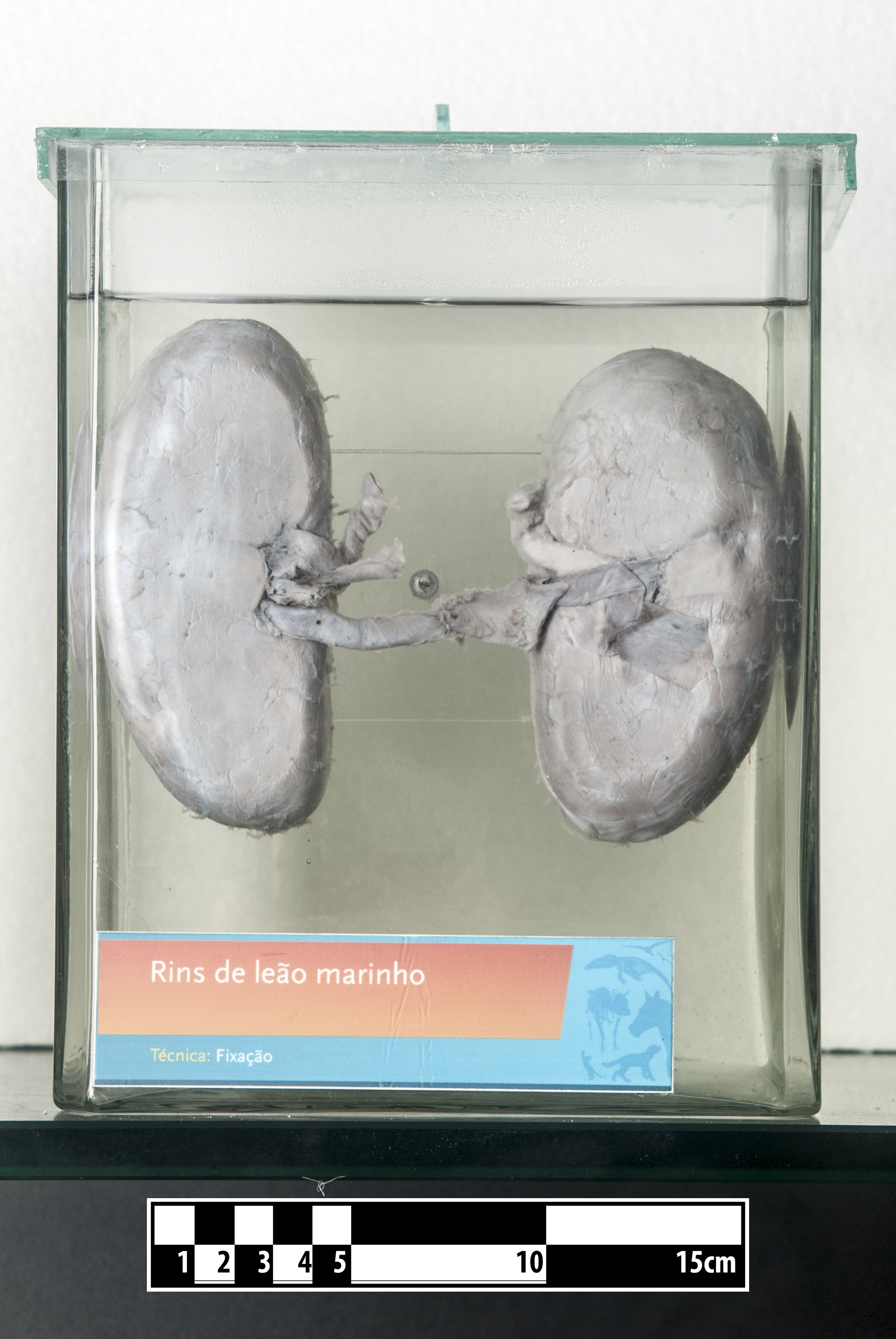
Reni di leone marino